# Phyllostachys rubromarginata
Phyllostachys rubromarginata är en gräsart som beskrevs av Mcclure. Phyllostachys rubromarginata ingår i släktet Phyllostachys och familjen gräs. Inga underarter finns listade i Catalogue of Life.